# Geloius nasutus
Geloius nasutus är en insektsart som beskrevs av Henri Saussure 1899. Geloius nasutus ingår i släktet Geloius och familjen Pyrgomorphidae. Inga underarter finns listade i Catalogue of Life.